# Système de santé luxembourgeois
Le système de santé luxembourgeois repose sur trois principes fondamentaux : l'assurance maladie obligatoire, le libre choix du prestataire de soins de santé pour les patients et le respect obligatoire des prestataires dans l'ensemble des coûts fixes des services rendus. Les citoyens sont couverts par un système de soins de santé offrant des prestations médicales, de maternité et de maladie et, pour les personnes âgées, des prestations d'assistance. L'étendue de la couverture varie en fonction de l'occupation de l'individu. Les personnes employées ou bénéficiant de la sécurité sociale bénéficient d'une couverture d'assurance complète. Les travailleurs indépendants et les commerçants bénéficient à la fois de prestations médicales et de prestations d'assistance. Tout cela est financé par les impôts sur le revenu, la masse salariale et les salaires des citoyens. Cependant, le gouvernement couvre le financement des prestations de maternité, ainsi que de tout autre secteur ayant besoin de fonds supplémentaires. Environ 75 % de la population souscrit un régime de soins de santé complémentaire. Environ 99 % de la population est couverte par le système de santé public.

## Financement du système de santé luxembourgeois

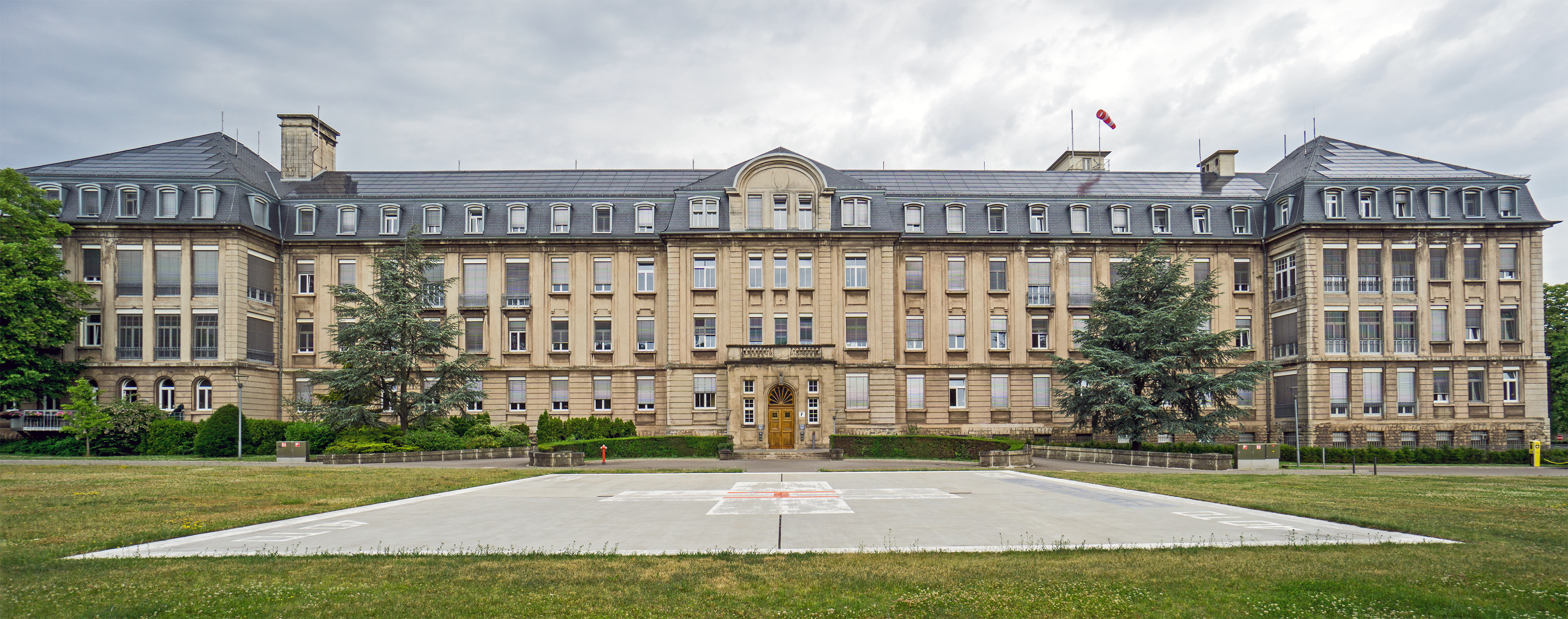
Le pays est couvert par plusieurs hôpitaux, comme le Centre hospitalier Émile-Mayrisch.

Selon les données de l'Organisation mondiale de la santé (OMS), les dépenses de santé du gouvernement luxembourgeois ont atteint 4,1 milliards de dollars, soit environ 8 182 dollars par citoyen du pays,. La totalité du financement provient de sources nationales, le gouvernement couvrant environ 84 % du financement de la santé, les dépenses des ménages couvrant les coûts restants. Avec environ 15 % des dépenses publiques totales consacrées aux programmes de santé, le Luxembourg investit collectivement près de 7 % de son produit intérieur brut dans la santé, ce qui le place parmi les pays les plus dépensés en services de santé et programmes connexes en 2010, les pays européens avec un revenu moyen élevé parmi sa population. Dans l'ensemble, les dépenses de santé représentent une part du PIB total qui est inférieure de 1,8 point de pourcentage à la moyenne des pays de l'OCDE. Avant la réforme des soins de santé de 1992, le paiement des services de santé reposait sur une exigence de rémunération par service, alors qu'il repose désormais sur des budgets individuels négociés entre les organismes d'assurance maladie et les hôpitaux au niveau national. Le rôle de l'État consiste tout au plus à travailler avec les prestataires de soins pour l'accréditation et la gestion des contrats. Les citoyens versent au plus 5 % de leur salaire annuel dans le programme de couverture nationale.

### Caisse Médico-Complémentaire Mutualiste  (CMCM)
En tant que principal programme d'assurance maladie volontaire au Luxembourg, la Caisse Médico-Complémentaire Mutualiste (CMCM) couvre un large éventail de services destinés aux citoyens tels que  :
- frais d'hospitalisation non couverts par l'assurance légale ;
- frais supplémentaires pour chambre d'hôpital privée ;
- frais de traitement préopératoire et postopératoire ;
- prothèses dentaires non couvertes par l'assurance légale ;
- frais de diagnostic, médicaux, opératoires et d'hospitalisation pour une intervention chirurgicale à l'étranger ;
- remboursement partiel en l'absence d'accord sur le coût d'un traitement;
- frais dentaires, aides visuelles et chirurgie réfractive;
- Assistance 24h/24h, 7j/7 dans le monde entier, rapatriement et assurance annulation voyage.

## Organisation et accès des soins de santé

### La protection sociale
Une loi adoptée le 8 septembre 1998 entre l'État et des organisations non gouvernementales (ONG) œuvrant dans le domaine de la protection sociale est actuellement en vigueur. Des ONG indépendantes travaillent aux côtés du ministère de la Santé et du ministère de la Famille, de l'Intégration et à la Grande Région comme l'un des secteurs les plus étendus de l'assistance publique, étendant l'aide sociale au Luxembourg à des services tels que des activités de prévention de la toxicomanie, des refuges pour les sans-abri du pays et des ressources pour les parents célibataires, tels que les activités de garde d'enfants et de type récréatif. La couverture pour les services jugés non essentiels dans le cadre des régimes d'assurance maladie obligatoire est non seulement disponible, mais aussi largement utilisée, plus de 75 % de la population nationale souscrit une assurance maladie complémentaire afin d'élargir la gamme des soins aux services non utiles abordant des pathologies non graves.

### L'assurance maladie
Le système d'assurance maladie obligatoire au Luxembourg est responsable des soins de santé de 99 % de ses résidents. Ce système d'assurance maladie obligatoire est géré et fourni par la Caisse nationale de santé en ce qui concerne le secteur privé. Tous les services fournis par des professionnels sont définis et évalués par les ministres de la Sécurité sociale et de la Santé. Le programme d'assurance maladie volontaire a généralement été limité en conséquence directe du système public obligatoire qui couvre la majorité des dettes de la population en matière de services médicaux.

## Principaux défis pour la santé nationale
Au Luxembourg, le nombre élevé de décès dus à des maladies non transmissibles telles que le cancer, le diabète, les maladies cardiovasculaires et les maladies respiratoires chroniques est l'un des plus gros problèmes de santé du pays, et ce, principalement à cause de la toxicomanie. La mortalité prématurée comme conséquence directe des MNT a été une des principales causes de décès dans tout le pays, avec une probabilité de décès entre 30 et 70 ans comprise entre 11 %, avec une maladie cardiovasculaire, une maladie respiratoire chronique et le cancer.

### L'alcool
Le Luxembourg affiche l'un des niveaux de consommation d'alcool les plus élevés parmi les pays européens, affichant un taux de consommation moyen supérieur de plus de 60 % à la moyenne européenne. La politique en matière d'alcool dans l'UE a favorisé des niveaux élevés de consommation grâce à des prix bas et à une large disponibilité. Le taux de mortalité due à l'alcool est l'un des plus élevés parmi d'autres pays européens tels que la Slovénie, la Croatie et la Finlande. Selon les données de l'OCDE, en 2014, 35 % des adultes luxembourgeois consommaient de grandes quantités d'alcool en une seule fois. L'abus d'alcool et la dépendance ont représenté une part considérable des maladies liées à l'alcool observées parmi les causes de décès chez les citoyens,.